# Великий Сливник
Великий Сливник (словац. Veľký Slivník) — село в Словаччині, Пряшівському окрузі Пряшівського краю. Розташоване в північно-східній частині Словаччини, на межі Низьких Бескидів та Шариської височини, між притоками Секчова та Турнянки.
Уперше згадується у 1282 році.
У селі є римо-католицький костел із 16 століття, після 1700 року перебудований у стилі бароко, у 1799 році перебудований у стилі класицизму.

## Населення
| Рік:            | 1994. | 2004.    | 2014.   | 2024.   |
| --------------- | ----- | -------- | ------- | ------- |
| Кількість осіб: | 284   | 316      | 341     | 324     |
| Різниця:        |       | +11,26 % | +7,91 % | -4,98 % |

| Рік:            | 2023. | 2024.   |
| --------------- | ----- | ------- |
| Кількість осіб: | 323   | 324     |
| Різниця:        |       | +0,30 % |

У селі проживає 343 особи.